# Wireframe (Zeitschrift)

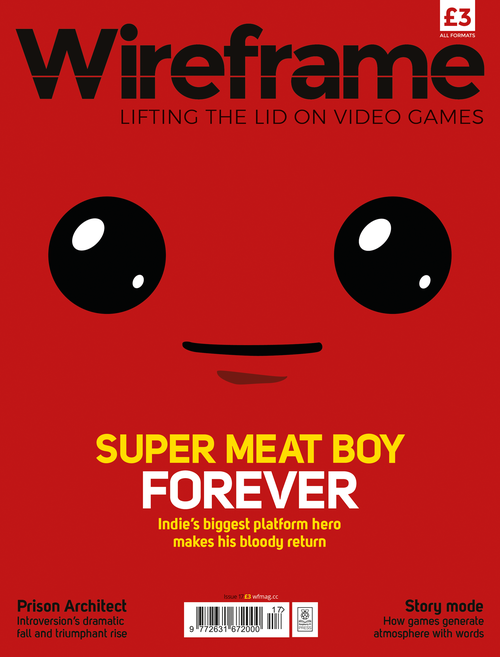
Titelseite von Ausgabe 17, Motiv Super Meat Boy Forever

Wireframe war eine von 2018 bis Januar 2023 erscheinende Computer- und Videospiel-Zeitschrift. Das englischsprachige Magazin erschien monatlich in digitalem und gedrucktem Format beim britischen Verlag Raspberry Pi Press der Raspberry Pi Foundation. Schwerpunkt der Berichterstattung lag auf Hintergründen zur Entstehung und technischen Umsetzung aktueller Spiele.
Jede Ausgabe wurde dabei unter einer Creative-Commons-Lizenz (CC BY-NC-SA 3.0) auch kostenfrei zum Download als PDF-Datei zur Verfügung gestellt. Die Zeitschrift gehörte zu etwa 30 ihrerzeit noch gedruckt erscheinenden englischsprachigen Videospielmagazinen. Für Layout und Design zeichnete die britische Medienagentur critical.media verantwortlich.

## Geschichte
In einer Pressemitteilung im Oktober 2018 wurde das Projekt erstmals öffentlich angekündigt. Chefredakteur Ryan Lambie äußerte sich dabei zum Ziel der Zeitschrift mit den Worten:

“So many people dream of being games developers, and they don’t realise how accessible that dream is. We want to show that the software and the technology is there for them to start making games now.”

„Viele Menschen träumen davon, Spieleentwickler zu werden, und sind sich nicht bewusst, wie leicht dieser Traum zu verwirklichen ist. Wir wollen zeigen, dass Software und Technologie vorhanden sind, damit sie sofort anfangen können, Spiele zu entwickeln.“

Während es schon zuvor zahlreiche Zeitschriften zum Thema Programmierung und Softwareentwicklung gab und auch Magazine zur Entwicklung von Computerspielen, wie Game Developer und Making Games, die sich an eine professionelle Leserschaft richten, war Wireframe die erste und bisher einzige Zeitschrift zum Thema Spieleentwicklung, die sich explizit an interessierte Konsumenten richtete.
Wireframe erschien zunächst von November 2018 bis April 2020 im zweiwöchentlichen Turnus. Der Rhythmus wurde ab Mai 2020 auf eine Ausgabe im Monat reduziert.
Im Januar 2023 wurde mit Erscheinen der 70. Ausgabe via Twitter die Einstellung des Magazins bis auf Weiteres bekanntgegeben. Das Projekt soll in „weiterentwickelter Form“ zurückkehren. Seit März 2023 wird unter dem Namen whynow Gaming: Powered by Wireframe ein Online-Magazin von Lambie herausgegeben.

## Inhalt
Eine Ausgabe war 116 Seiten stark und in vier Abschnitte unterteilt:
1. Attract Mode – Vorschauen auf angekündigte Titel, Interviews mit deren Entwicklern und allgemeine Nachrichten aus der Spieleindustrie.
2. Interface – Längere Reportagen zu wechselnden Themen, Entiwcklerporträts, Concept Art und Kolumnen.
3. Toolbox – Trägt den Untertitel „Die Kunst, Theorie und Produktion von Videospielen“ und enthält Hintergrundberichte über technische Details existierender Spiele sowie einsteigerfreundliche Anleitungen zum Programmieren und Gestalten eigener inklusive Quellcode.
4. Rated – Testberichte zu neu erschienenen Spielen und aktuelle Spielecharts.